# Вільйоруела
Вільйоруела (ісп. Villoruela) — муніципалітет в Іспанії, у складі автономної спільноти Кастилія-і-Леон, у провінції Саламанка. Населення — 924 особи (2010).
Муніципалітет розташований на відстані близько 160 км на північний захід від Мадрида, 23 км на схід від Саламанки.

## Демографія
Динаміка населення (INE ):